# 卡拉维亚
卡拉维亚，是西班牙阿斯图里亚斯的一个市镇。总面积13平方公里，总人口577人（2001年），人口密度44人/平方公里。